# NGC 4151

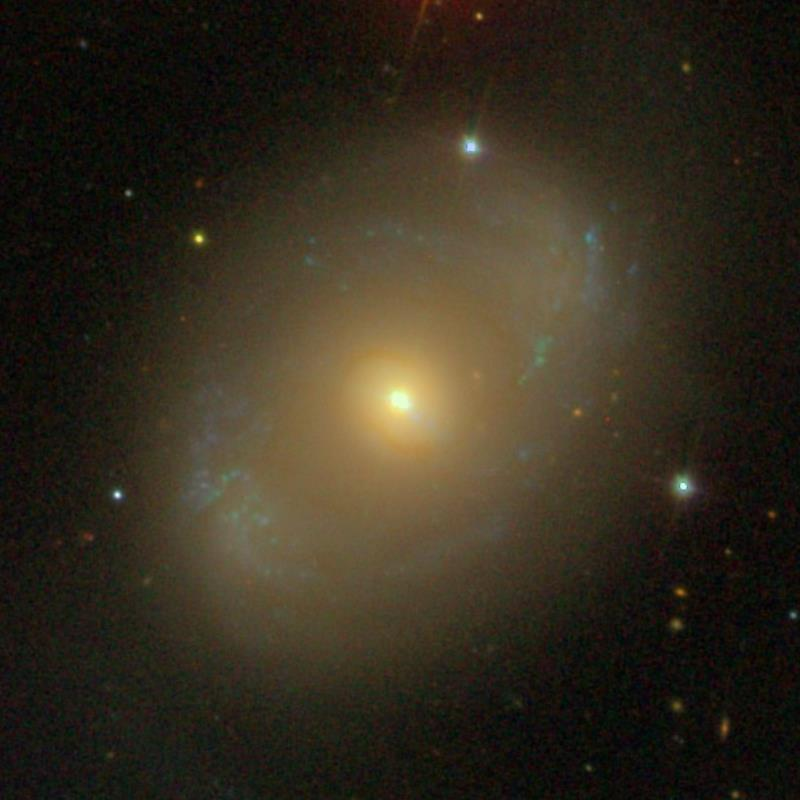
Optische foto van NGC 4151

NGC 4151 is een balkspiraalstelsel (een Seyfert-stelsel) in het sterrenbeeld Jachthonden. Het hemelobject werd op 17 maart 1787 ontdekt door de Duits-Britse astronoom William Herschel.

## Synoniemen
- UGC 7166
- MCG 7-25-44
- ZWG 215.45
- KUG 1208+396A
- KCPG 324B
- PGC 38739